# Bahnstrecke Schönberg–Dassow
| Kursbuchstrecke: | 105e (1934) 118a (1946) |                            |                            |
| Streckenlänge: | 13,4 km                 |                            |                            |
| Spurweite: | 1435 mm (Normalspur)    |                            |                            |
| |                         |                            |                            |
| \| \| \| von Lübeck \| \| \| \| 0,0 \| Schönberg (Meckl) \| Schönberg (Meckl) \| \| \| \| nach Bad Kleinen \| \| \| \| 3,4 \| Groß Bünsdorf \| Groß Bünsdorf \| \| \| 6,4 \| Prieschendorf \| Prieschendorf \| \| \| 8,4 \| Dassow \| Dassow \| \| \| \| Brücke über die B 105 \| \| \| \| 9,8 \| Anst Vorwerk \| Anst Vorwerk \| \| \| 13,1 \| Ladestelle Johannstorf \| Ladestelle Johannstorf \| \| \| 13,4 \| Pötenitz \| Pötenitz \| \| \| \| Luftwaffenzeugamt Pötenitz \| \| |                         |                            |                            |
| Strecke |                         | von Lübeck                 | von Lübeck                 |
| Bahnhof | 0,0                     | Schönberg (Meckl)          | Schönberg (Meckl)          |
| Abzweig ehemals geradeaus und nach rechts |                         | nach Bad Kleinen           | nach Bad Kleinen           |
| Bahnhof (Strecke außer Betrieb) | 3,4                     | Groß Bünsdorf              | Groß Bünsdorf              |
| Haltepunkt / Haltestelle (Strecke außer Betrieb) | 6,4                     | Prieschendorf              | Prieschendorf              |
| Bahnhof (Strecke außer Betrieb) | 8,4                     | Dassow                     | Dassow                     |
| Brücke (Strecke außer Betrieb) |                         | Brücke über die B 105      | Brücke über die B 105      |
| Abzweig geradeaus und von rechts (Strecke außer Betrieb) | 9,8                     | Anst Vorwerk               | Anst Vorwerk               |
| Blockstelle (Strecke außer Betrieb) | 13,1                    | Ladestelle Johannstorf     | Ladestelle Johannstorf     |
| Bahnhof (Strecke außer Betrieb) | 13,4                    | Pötenitz                   | Pötenitz                   |
| Strecke (außer Betrieb) |                         | Luftwaffenzeugamt Pötenitz | Luftwaffenzeugamt Pötenitz |

Die Bahnstrecke Schönberg–Dassow (–Pötenitz) war eine eingleisige Bahnstrecke in Mecklenburg-Vorpommern und verband die Stadt Dassow und später auch das Luftwaffenzeugamt Pötenitz mit der Hauptbahn von Lübeck nach Bad Kleinen. Die Eisenbahnstrecke ist auf der gesamten Länge abgebaut.

## Verlauf
Die Strecke zweigte am östlichen Bahnhofskopf des Bahnhofs Schönberg (Meckl) von der Bahnstrecke Lübeck–Bad Kleinen ab und verlief in einem Bogen nach Norden zur Station Groß Bünsdorf. Entlang der Maurine- und Stepenitz-Niederung wurden der Haltepunkt Prieschendorf und der Bahnhof Dassow erreicht. Die spätere Verlängerung verlief von Dassow aus in nordwestlicher Richtung nach Pötenitz.

## Geschichte
Nach langjährigen Planungen zur Erschließung des Klützer Winkels durch Eisenbahnstrecken wurde um 1900 die Entscheidung zugunsten zweier Stichstrecken ausgehend von der Bahnstrecke Lübeck–Bad Kleinen gefällt: Grevesmühlen–Klütz und Schönberg–Dassow. Die Strecke von Schönberg nach Dassow wurde am 29. September 1905 eröffnet.
In der Zeit des Nationalsozialismus errichtete die Luftwaffe an der Pötenitzer Wiek in der Nähe des Ortes Pötenitz ein Zeugamt, das als Schnittstelle zwischen waffenherstellender Industrie und verschiedenen Stellen in der Luftwaffe fungieren sollte. Die Eisenbahnstrecke Schönberg–Dassow wurde 1937/1938 in Regie der Luftwaffe über den bisherigen Endbahnhof Dassow hinaus bis in das Luftwaffenzeugamt verlängert. Nach Streitigkeiten über die Bauabnahme und Betriebsdetails wurde die Streckenverlängerung erst 1942 von der Deutschen Reichsbahn übernommen.
In Pötenitz gab es keinen Personenbahnhof, sondern es wurde sämtlicher ziviler Personen- und Güterverkehr an der Übergabestelle bei Einfahrt in das Luftwaffenzeugamt bei km 13,4 abgewickelt. Im Zeugamt selbst lagen noch 8,8 km Gleise.
Nach Kriegsende wurde das Gelände des Luftwaffenzeugamts durch alliierte Truppen zerstört. Der Eisenbahnanschluss wurde bereits im Juni 1945 gesperrt und für Reparationsleistungen an die Sowjetunion vorgesehen. Der Abschnitt zwischen Dassow-Vorwerk und Pötenitz wurde 1949 abgebaut. Der Betrieb zwischen Schönberg und Dassow wurde 1951 eingestellt, vermutlich ist die Bahnstrecke jedoch nicht offiziell stillgelegt worden.

## Gegenwärtige Lage
Der Bahndamm ist auf dem Abschnitt zwischen Schönberg und Dassow durchgängig erhalten. 2001 wurde eine Holzbrücke über die Stepenitz im Verlauf der Trasse gebaut und auf dem Bahndamm ein Fahrradweg zwischen beiden Städten eingerichtet.